# Сватоплук I
Сватоплук I Велики (слч. Svätopluk), познат и као Свјатоплук, Звентибалд, Сватополк, је био великоморавски кнез, а касније и краљ, који је сa краћом паузом владао од 869. године до своје смрти 894. године. Његова владавина је представљала врхунац војне и политичке моћи и величине Велике Моравске.
Био је нећак Растислављев. У његово име је управљао Њитранском кнежевином (мада део историчара верује да је реч могла бити и о подручју око данашње Сремске Митровице) ).
Велику Моравску, укључујући и Сватоплукову кнежевину, су око 869. године напале баварске трупе под краљем Карломаном Баварским, настаријим сином источнофраначког краља Лудвига. Сватоплук је са нападачима ушао у тајни савез, и тако свргнуо свог стрица Растислава и предао га Лудвигу; заузврат му је призната власт над Великом Моравском; мада је део кнежевине морао предати франачким грофовима Вилхелму II и Енгелчалку I.
Године 871. је Карломан затворио Сватоплука због сумње да Сватоплук кује заверу с његовим бунтовним братом Лудвигом Млађим. Уверени да је Сватоплук погубљен, Моравци су дигли устанак и изабрали новог кнеза по имену Славомир. Карломан је одлучио да устанак угуши стратегијом завади па владај и зато је Сватоплука одмах пустио из тамнице и, у настојању да поново стекне његово поверење, чак дао да буде кум његовом унуку и потенцијалном наследнику Звентиболду, који је по Сватоплук добио име. Сватоплук је, заузврат, пристао заједно с Францима и Баварцима водити рат против Славомира и његових устаника. Испочетка је, у складу с планом, заузео главно Славомирово упориште, али је тада одлучио искористити да се освети Францима који су га утамничили. Изненада је напао баварски логор и потпуно поразио тамошњу војску; грофови Вилхелм и Енглечалк су убијени, као и велики број Бавараца и Франака; тиме се Велика Моравска ослободила источнофраначке власти.
Карломан је следећих неколико година покушавао покорити Сватоплукову државу, али ти походи углавном нису имали резултата. 873.  године  у сукоб се  умешао Папа Јован VIII, огорчен због тога што су Баварци заточили византијског мисионара св. Методија и вероватно забринут какве би последице то могло да има на наставак покрштавања Словена. На његов наговор је Карломанов отац Лудвиг пристао да са Сватоплуковим изасланицима склопи мировни споразум у Форсхејму; којим  се Сватоплук обавезао на плаћање данка, али је заузврат добио неометану власт над Великом Моравском.
Сватоплук се након тога окренуо према истоку и почео ширити територије своје кнежевине на рачун других словенских племена и народа, користећи као изговор њихово паганство. У том је периоду, међутим, дошао у сукоб са Методијем, те све више почео долазити под утицај немачких и других западних мисионара који су инсистирали да моравски хришћани користе латински обред. Од 882. до 885. године је  учествовао у тзв. Вилхелминерском рату против побуњених велможа у данашњој Аустрији, искористивши то да додатно повећа територије, али и утицај на источнофраначком двору.
Године 885. су након Методијеве смрти из Моравске протерани његови ученици, чиме је престало практиковање литургије на црквенословенском језику у Централној Европи; Папа Стефан V је након тога заузврат Сватоплука признао за „краља Словена“, а исту титулу је за Сватоплука користио и Арнулф Карантанијски.
Сватоплук је погинуо 894. године несрећним случајем, за време једног похода.
Након Сватоплукове смрти његова држава се почела распадати, делом због сукоба између синова и наследника Мојмира II и Сватоплука II, а делом због устанака међу покореним народима, укључујући Чехе. Убрзо је и потпуно нестала током 10. века. Сватоплук је, међутим, у 18. веку проглашен међу Словацима националним херојем, односно, сматра се праоснивачем словачке националне државе.